# Tavkvetili
Tavkvetili (georgiska: თავკვეთილი) är ett berg i Georgien. Det ligger i den södra delen av landet, på gränsen mellan regionerna Nedre Kartlien och Samtsche-Dzjavachetien, i den centrala delen av landet, och hör till Samsaribergen. Toppen på Tavkvetili är 2 576 meter över havet. Närmaste större samhälle är Bakuriani, 17 km åt väster.